# Горбатый-Шуйский, Александр Борисович
Князь Алекса́ндр Бори́сович Горба́тый-Шу́йский (умер в 1565) — воевода, наместник и боярин во времена правления Ивана IV Васильевича Грозного. Происходил из княжеского рода Горбатые-Шуйские, единственный сын боярина и князя Бориса Ивановича.
В его честь назван город Горбатов.

## Биография
В 1538 году первый воевода Сторожевого полка в устье Москвы-реки, а в августе возглавлял Сторожевой полк в Коломне. 
В 1540 году, при нашествии казанцев и черемис на Костромскую область, послан против них вторым воеводой из Владимира. Вместе с воеводою А.И. Холмским он настиг "на Солдоге" восьми тысячное войско Чуры Нарыкова напавшего на Костромские земли, но противник смог отбиться и уйти. В бою погибли русские воеводы князь Борис Сисеев и Василий Кожин-Замытский. Горький урок не прошёл даром и в дальнейшем князь Александр Борисович неизменно побеждал татар. В этом же году во время прихода казанского царя Сафа-Гирея к Мурому, первый воевода Передового полка во Владимире, а потом второй воевода на Плёсе, откуда было велено ему сходиться с другими воеводами и быть вторым воеводой Большого полка, но упав с коня получил травму и был отпущен со службы.
В 1541 году первый воевода на Плёсе, а по соединении с князем Шуйским, второй воевода Большого полка, а после направлен первым воеводой Передового полка во Владимир.
В 1542 году воевода в Костроме.
В 1543 году первый воевода войск правой руки во Владимире.
В январе 1544 года пожалован в бояре, в марте второй воевода войск правой руки, а в декабре направлен первым воеводой в Муром,
В октябре 1545 года подвергнут опале, но вскоре прощён по просьбе митрополита Макария.  
В декабре 1546 — феврале 1547 года на просьбу о помощи черемисского сотника Атачика (по летописи Тугая), заявившего о желании служить великому князю московскому, направлен из Нижнего Новгорода первым воеводой Большого полка вместе с князем Семёном Ивановичем Микулинским в Казанские походы, где с ним местничал князь И.В. Пенков, предводитель полка правой руки. Это было первой пробой сил в войне с Казанским ханством. Князья дошли до Свияжского устья и "казанские места многие повоевали", но затем вернулись в Нижний Новгород, приведя с собой сто человек пленных черемис. В декабре этого же года первый воевода Передового полка во Владимире.
В феврале 1547 года присутствовал на свадьбе царя Ивана Грозного с Анастасией Романовной Кошкиной-Захарьиной. 
В 1548 году первый воевода Передового полка во Владимире, а по соединению в Работке с войском под командованием царя Шигалея, назначен первым воеводой войск правой руки.
В марте 1549 года командовал войсками в Нижнем Новгороде, в ноябре воевода войск правой руки в Костроме. Осенью того же года принимал участие в первом зимнем Казанском походе, а в декабре был первым воеводой Большого полка в Коломне по "нагайским вестям". В марте 1550 года послан с этим же полком в Нижний Новгород. 
В апреле 1550 года третий воевода седьмого Большого полка в шведском походе. В июле участвовал первым бояриным и первым воеводою Большого полка в государевом походе в Коломну, а в августе отправлен в Рязань для охранения от прихода крымского хана с войском и велено ему быть воеводою "от поля". Осенью этого же года послан первым воеводой войск правой руки собирать ратных людей в Костроме для Казанского похода. После их сбора направлен под Казань стоял на Луговой стороне напротив города.
В апреле 1552 года послан вместе с князем Петром Ивановичем Шуйским впереди главного русского войска на судах первым воеводою Большого полка в Свияжск, откуда в июне посылался на бунтующих казанских народов, коих во многих боях разбил и вновь привёл к присяге в верности Государю. В августе ходил из Свияжска первым воеводою Большого полка для встречи Ивана Грозного. В это же время, по Государеву указу, ходил с конным войском на казанских татар скрывающихся в лесах, коих всех разбил и гнал пятнадцать вёрст до речки Килари. В августе, во время осады Казани, ему и князю Петру Семёновичу Серебряному было поручено разгромить отряд татарского князя Япанчи. Искусным манёвром Горбатого-Шуйского, расположившего лучшую часть своего войска в засаде, которое нанесло решающий удар, было истреблено на Арском поле почти все войско кн. Япанчи. В сентябре рать А.Б. Горбатого-Шуйского и П.С. Серебряного выступила в поход к Каме получив приказ "жечь казанские земли и деревни их разоряя до основания". В походе были взяты острог за Арским полем на Высокой горе и сам Арский город, его защитники погибли. В плен попало 200 татарских воинов. Уничтожив главную базу русское войско прошло почти 150 вёрст выполняя царское указание. За 10 дней похода воевода овладели 30 острогами захватив по одним сведениям 2000, а по другим 5000 пленных и множество скота. В русский стан к Казани привезено огромное количество съестных припасов и много освобождённых из плена христиан. В октябре участвует полковым воеводой во взятии Казани, а после её взятии, князь Александр Борисович Горбатый-Шуйский был назначен первым наместником и первым воеводой в завоёванной Казани, где приводил к присяге жителей в верности русскому царю. В декабре посылал из Казани войско на бунтующих казанских татар, коих вновь разбил и многих пленил. Зачинщиков бунта и активных участников казнил, о чём уведомлял Государя в донесении.
В феврале 1553 года послал двух воевод на вновь забунтовавших казанских татар.
В 1556 году первый воевода в Новгороде.
В июле 1556 и 1557 года и летом 1559 года оставлен среди бояр при родном брате Государя  — князе Юрии Васильевиче, для охраны Москвы, на время государевых походов против крымцев.
В марте 1559 года назначен в государев поход в Тулу, откуда направлен  первым воеводой в Коломну.
В начале 1560-х годов из-за близости к оппозиционным боярским кругам отстранён царём от участия в государственных делах и отправлен в ссылку в Ругодив.
В 1565 году после ряда неудач русской армии в Ливонской войне, особенно после бегства Курбского, усилились репрессии против знати. Удалившийся в Александрову слободу Иван Грозный именно боярина Александра Борисовича обвинил в желании стать вместо него Государем. Несмотря на заслуги, по обвинению в злоумышлении на жизнь царя и покойной царицы Анастасии, в феврале 1565 году князь Александр Борисович был казнён вместе с 17-летним сыном Петром. Все их слуги и дворовые люди также были перебиты опричниками.  С их смертью пресеклось мужское поколение Горбатых-Шуйских. Князь Александр Борисович с сыном были единственными жертвами репрессий Ивана Грозного из всего клана Шуйских. 
В 1566 году они были похоронены в Троице-Сергиевом монастыре, о чём свидетельствовала надгробная надпись: «Князь Александр Борисович Горбатой представился 7074 (1566) году февраля в 7 день», а уже 12 февраля Иван Грозный прислал в монастырь 200 рублей на помин его души.
Имена князя Александра Борисовича и его сына внесены в синодик опальных людей Ивана Грозного на вечное поминовение.
Летопись о их казни гласила, что оба они шли к месту казни без страха спокойно, держа друг друга за руки. Сын не хотел видеть смерть отца и первый склонил голову под меч на плаху. Отец отвёл его от плахи, сказав с умилением "да не узрю тебя мёртвого". Юноша уступил ему первенство и после казни отца, взял его отрубленную голову, поцеловал её, взглянул на небо и с весёлым лицом отдал себя в руки палачу. 

## Семья
Женат на княгине Анастасии Петровне Головиной (ум. 1573), которая приняла постриг с именем Анна (по другим данным Наталия). Её отец окольничий Пётр Петрович (по другим данным Пётр Иванович) Головин и его брат Михаил Петрович были казнены вместе с мужем и сыном княгини Анастасии Петровны. От брака имели детей:
- Князь Горбатый-Шуйский Пётр Александрович — впервые упоминается в 1538 году, несмотря на молодость, участник ожесточённой борьбы за власть начавшейся после смерти Елены Глинской (причём выступал на стороне князей Бельских, против князей Шуйских), в 1544 году пожалован в бояре, казнён вместе с отцом 04 февраля 1565 года. При этом П. Н. Петров в «Истории родов русского дворянства» указывает, что сын князя Александра Борисовича, князь Пётр Александрович, принимал в 1573 году участие в государевом полоцком походе, уже после их казни.
- Княгиня Евдокия Александровна (ум. 1581) — была замужем за Никитой Романовичем Захарьиным (его вторая жена), дедом царя Михаила[4], что дало Романовым некоторое основание выводить свою родословную от Рюрика.
- Княгиня Ирина Александровна (ум. 06.08.1566) — с февраля 1547 года была замужем за князем Иваном Фёдоровичем Мстиславским (его первая супруга).

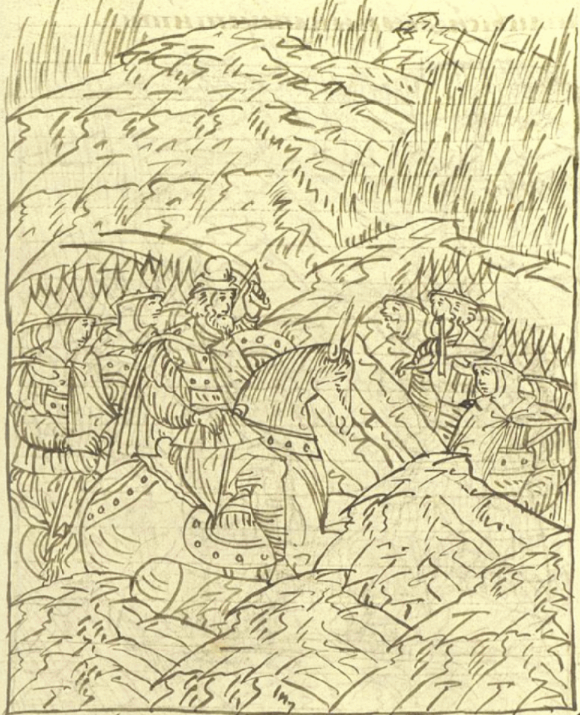
Александр Борисович Горбатый-Шуйский в бою на Арском поле
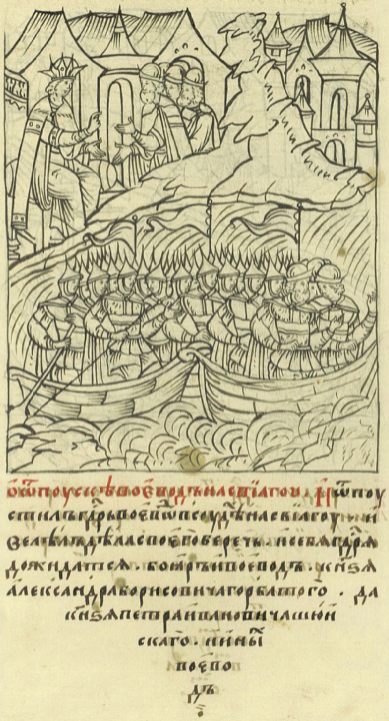
Иван IV посылает Александра Горбатого и Петра Шуйского на кораблях к Казани
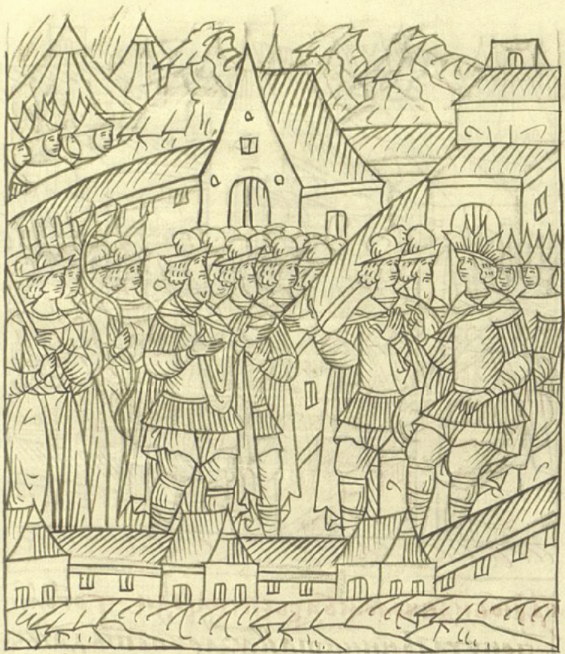
Иван Грозный назначает Александра Борисовича Горбатого-Шуйского и Василия Семёновича Серебряного-Оболенского